# Solsparv
Solsparv eller gulstrupig stensparv (Gymnoris xanthocollis) är en fågel i familjen sparvfinkar inom ordningen tättingar.

## Kännetecken

### Utseende
Solsparv är med en kroppslängd på 13–14,5 centimeter en relativt liten och slank sparvfink. Huvudet är också det litet, men näbben tydligt lång, kraftig, spetsig och konformad. Fjäderdräkten är brungrå, buken ljusare och på vingarna syns två tydliga vingband. Hanen har därtill rödbruna mindre vingtäckare, mörk tygel, under häckningen svart näbb samt en gul strupe som gett arten sitt namn.

### Läten
Fågelns läten är rätt lika gråsparvens, men den tjirpande sången är typiskt snabb och fyllig. Den lockar med ett snärtigt "tjiah".

## Utbredning och systematik
Solsparven delas upp i två underarter:
- Gymnoris xanthocollis transfuga – förekommer från sydöstra Turkiet till Irak, södra Iran, södra Pakistan och nordvästra Indien
- Gymnoris xanthocollis xanthocollis – förekommer från östra Afghanistan till norra Pakistan

Den är en flyttfågel i nordväst och norr (Turkiet österut till Pakistan och norra Indien), medan i södra delen av utbredningsområdet flyttar en del av populationen söderut. Arten har tillfälligt påträffats i Bahrain, Egypten, Israel, Jordanien och Libanon.

### Släktestillhörighet
Tidigare inkluderades släktet Gymnoris i Petronia, men DNA-studier visar dock att arterna i Gymnoris är systergrupp till sparvfinkarna i Passer, medan stensparven (Petronia petronia) står närmare snöfinkarna i Montifringilla.

## Ekologi
Solsparven återfinns i öppet kulligt landskap med spridda träd eller häckar, men även i byar och trädgårdar. Häckningstiden varierar: slutet av april till slutet av juli i Irak, april till juli i Afghanistan och februari till maj i Indien. Arten lägger tre till fyra ägg i sitt bo som placeras i ett hål i en vägg eller byggnad, en skreva i ett träd eller ett tidigare använt fågelbo. Den lever av frön, säd, små bär och nektar, under häckningssäsongen även insekter.

## Status och hot
Arten har ett stort utbredningsområde och en stor population med stabil utveckling. Utifrån dessa kriterier kategoriserar IUCN arten som livskraftig (LC).

## Namn
Fågeln har tidigare kallats gulstrupig stensparv och görs så fortfarande i viss litteratur, men blev tilldelat ett nytt svenskt namn av BirdLife Sveriges taxonomikommitté 2022 med motiveringen "dels för att bättre återspegla släktskapet, dels att de inte är särskilt bundna till steniga miljöer". Namnet solsparv är "inspirerat av de solbelysta landskap den bebor och även syftande på den gula strupfläcken".